# Doris Grozdanovičová
Doris Grozdanovičová (7. dubna 1926, Jihlava – 21. srpna 2019, Terezín–Praha) byla nakladatelská redaktorka a překladatelka z němčiny a angličtiny.

## Život

### Mládí a studia
Doris Grozdanovičová se narodila v Jihlavě 7. dubna 1926 do asimilované nenáboženské židovské rodiny jako Doris Schimmerlingová. Její otec Karel pracoval jako úředník v bance, později pak v pojišťovně, její matka Růžena byla v domácnosti. V šesti letech (začátkem 30. let 20. století) se s rodiči a starším bratrem Hanušem Schimmerlingem (1921–1999) přestěhovala do Brna. V Brně navštěvovala obecnou školu, poté byla přijata ke středoškolskému studiu na české klasické gymnázium, ale odtud byla z rasových důvodů (kvůli židovskému původu) v tercii ještě před maturitou vyloučena. Směla ale ještě necelý další rok (1940–1941) studovat na židovském gymnáziu v Brně a to až do jeho zrušení v roce 1941. Původně rodiče plánovali, že ji spolu s jejím bratrem pošlou do Anglie k tetě (ta tam ještě včas emigrovala z Vídně), ale to se nestalo.

### V Terezíně (1942–1945)
Dne 28. ledna 1942 byla s rodiči a bratrem deportována (transportem „U“) do terezínského ghetta. Tady pracovala v zemědělství, na poli, v zahradě, později pásla husy a nakonec stádo ovcí. V říjnu roku 1944 byl její bratr Hanuš a tatínek deportováni do KT Osvětim. Matka a babička v Terezíně obě zahynuly. Babička zahynula čtrnáct dní po příjezdu do Terezína a byla pohřbena v hromadném hrobě. V roce 1944 onemocněla i její matka zanedlouho zemřela také. Doris Schimmerlingová zůstala v Terezíně sama až do osvobození tábora (květen 1945) na konci druhé světové války.

### Po druhé světové válce (1945–1950)
Český četník Josef Urban se Doris Schimmerlingové ujal  a ona s ním odjela k jeho rodině do Kostelce nad Orlicí, kde ji v létě roku 1945 vypátral její přeživší bratr Hanuš. Ještě v Kostelci nad Orlicí vstoupila Doris do KSČ. Sourozenci Schimmerlingovi se spolu ještě v září 1945 odstěhovali do Brna, kde získali byt po vyhnaných Němcích a také se zde setkali se služebnou, kterou měli před druhou světovou válkou a jenž jim předala i část majetku, který jim za války opatrovala. Zameškané čtyři roky studia na gymnáziu si doplnila jednoročním intenzivním studiem a po složení maturitní zkoušky se přihlásila na Masarykovu univerzitu v Brně (obory filozofie a anglický jazyk). Během svých vysokoškolských studií v letech 1946 až 1950 odjela v roce 1947 na tři měsíce trvající stipendijní pobyt do Dánska.

### V Praze (po roce 1950)

#### Profesní život
V roce 1950 dokončila vysokoškolská studia a přestěhovala se do Prahy. Tady pracovala rok v tiskovém oddělení ministerstva zahraničí (překládala německý a anglický tisk). V 50. letech 20. století musela z této pozice odejít, od roku 1951 pracovala dva roky v korektorně tiskárny a pak nastoupila do nakladatelství Československý spisovatel jako redaktorka.  V nakladatelství pracovala až do odchodu do penze v roce 1985.

#### Osobní život
V roce 1959 se Doris Grozdanovičové narodil syn. Se svým manželem se rozvedla o tři roky později (1962). Syna vychovávala sama, často cestoval za tetou do Anglie a po studiích se rozhodl zůstat v Anglii. 

#### Další aktivity
Byla aktivní členkou Terezínské iniciativy (TI)  a výkonnou redaktorkou jejího časopisu. Často jezdila na besedy se studenty do škol v Česku i do zahraničí, pravidelně přednášela také v Terezíně. Zemřela náhle dne 21. srpna 2019 na své cestě z besedy v Terezíně domů do Prahy do Střešovic, kde bydlela.